# Rafał Leszczyński (piłkarz)
Rafał Leszczyński (ur. 26 kwietnia 1992 w Warszawie) – polski piłkarz występujący na pozycji bramkarza w polskim klubie Wisła Płock. Jednokrotny reprezentant Polski.

## Kariera klubowa
Leszczyński rozpoczął karierę w Olimpii Warszawa, skąd latem 2008 roku trafił do występującego wówczas w lidze okręgowej KS-u Raszyn. Po roku opuścił klub i przeniósł się do pierwszoligowego Dolcanu Ząbki. W listopadzie 2010 roku Leszczyński trafił na testy do Legii Warszawa, ostatecznie jednak do transferu nie doszło. 6 marca 2011 roku zadebiutował w barwach Dolcanu podczas przegranego 0:1 meczu ligowego z GKS-em Katowice.
12 czerwca 2015 roku Leszczyński podpisał dwuletni kontrakt z Piastem Gliwice. W sezonie 16/17 trafił na wypożyczenie z opcją wykupu do TS Podbeskidzia Bielsko-Biała. Rok później klub sfinalizował transfer i Leszczyński podpisał kontrakt z bielskim klubem.
4 marca 2021 roku Rafał Leszczyński opuścił Podbeskidzie na rzecz Chrobrego Głogów.

## Kariera reprezentacyjna
27 marca 2013 roku Leszczyński zadebiutował w reprezentacji Polski do lat 20. Stało się to podczas przegranego 1:3 spotkania Turnieju Czterech Narodów z Włochami, gdy w 46. minucie zastąpił na boisku Wojciecha Pawłowskiego.
5 listopada 2013 roku został powołany przez Adama Nawałkę do reprezentacji Polski na towarzyskie mecze ze Słowacją i Irlandią. Leszczyński ostatecznie nie wystąpił w tych spotkaniach. W grudniu 2013 roku otrzymał kolejne powołanie, tym razem na styczniowe zgrupowanie przed meczami towarzyskimi z Norwegią i Mołdawią. 18 stycznia 2014 roku zadebiutował w kadrze A podczas spotkania z Norwegią.

## Statystyki kariery klubowej
(aktualne na dzień 16 lutego 2024)
| Klub                              | Sezon              | Liga               | Liga  | Liga   | Puchar Polski | Puchar Polski | Europa | Europa | Inne  | Inne   | Suma  | Suma   |
| Klub                              | Sezon              | Liga               | Mecze | Bramki | Mecze         | Bramki        | Mecze  | Bramki | Mecze | Bramki | Mecze | Bramki |
| --------------------------------- | ------------------ | ------------------ | ----- | ------ | ------------- | ------------- | ------ | ------ | ----- | ------ | ----- | ------ |
| Dolcan Ząbki                      | 2009/10            | I liga             | 0     | 0      | 0             | 0             | –      | –      | –     | –      | 0     | 0      |
| Dolcan Ząbki                      | 2010/11            | I liga             | 3     | 0      | 0             | 0             | –      | –      | –     | –      | 3     | 0      |
| Dolcan Ząbki                      | 2011/12            | I liga             | 17    | 0      | 2             | 0             | –      | –      | –     | –      | 19    | 0      |
| Dolcan Ząbki                      | 2012/13            | I liga             | 31    | 0      | 1             | 0             | –      | –      | –     | –      | 32    | 0      |
| Dolcan Ząbki                      | 2013/14            | I liga             | 24    | 0      | 1             | 0             | –      | –      | –     | –      | 25    | 0      |
| Dolcan Ząbki                      | 2014/15            | I liga             | 28    | 0      | 1             | 0             | –      | –      | –     | –      | 29    | 0      |
| Dolcan Ząbki                      | Ogólnie            | Ogólnie            | 103   | 0      | 5             | 0             | 0      | 0      | 0     | 0      | 108   | 0      |
| Piast Gliwice                     | 2015/16            | Ekstraklasa        | 0     | 0      | 0             | 0             | –      | –      | –     | –      | 0     | 0      |
| Piast Gliwice                     | Ogólnie            | Ogólnie            | 0     | 0      | 0             | 0             | 0      | 0      | 0     | 0      | 0     | 0      |
| Podbeskidzie Bielsko-Biała (wyp.) | 2016/17            | I liga             | 31    | 0      | 0             | 0             | –      | –      | –     | –      | 31    | 0      |
| Podbeskidzie Bielsko-Biała (wyp.) | Ogólnie            | Ogólnie            | 31    | 0      | 0             | 0             | 0      | 0      | 0     | 0      | 31    | 0      |
| Podbeskidzie Bielsko-Biała        | 2017/18            | I liga             | 20    | 0      | 2             | 0             | –      | –      | –     | –      | 22    | 0      |
| Podbeskidzie Bielsko-Biała        | 2018/19            | I liga             | 16    | 0      | 1             | 0             | –      | –      | –     | –      | 17    | 0      |
| Podbeskidzie Bielsko-Biała        | 2019/20            | I liga             | 9     | 0      | 1             | 0             | –      | –      | –     | –      | 10    | 0      |
| Podbeskidzie Bielsko-Biała        | 2020/21            | Ekstraklasa        | 3     | 0      | 0             | 0             | –      | –      | –     | –      | 3     | 0      |
| Podbeskidzie Bielsko-Biała        | Ogólnie            | Ogólnie            | 48    | 0      | 4             | 0             | 0      | 0      | 0     | 0      | 52    | 0      |
| Chrobry Głogów                    | 2020/21            | I liga             | 15    | 0      | 0             | 0             | –      | –      | –     | –      | 15    | 0      |
| Chrobry Głogów                    | 2021/22            | I liga             | 34    | 0      | 0             | 0             | –      | –      | 2     | 0      | 36    | 0      |
| Chrobry Głogów                    | Ogólnie            | Ogólnie            | 49    | 0      | 0             | 0             | 0      | 0      | 2     | 0      | 51    | 0      |
| Śląsk Wrocław                     | 2022/23            | Ekstraklasa        | 20    | 0      | 3             | 0             | –      | –      | –     | –      | 23    | 0      |
| Śląsk Wrocław                     | 2023/24            | Ekstraklasa        | 20    | 0      | 0             | 0             | –      | –      | –     | –      | 20    | 0      |
| Śląsk Wrocław                     | Ogólnie            | Ogólnie            | 40    | 0      | 3             | 0             | 0      | 0      | 0     | 0      | 43    | 0      |
| Ogólnie w karierze                | Ogólnie w karierze | Ogólnie w karierze | 271   | 0      | 12            | 0             | 0      | 0      | 2     | 0      | 285   | 0      |

## Statystyki kariery reprezentacyjnej
| Mecze i gole w reprezentacji | Mecze i gole w reprezentacji | Mecze i gole w reprezentacji | Mecze i gole w reprezentacji | Mecze i gole w reprezentacji | Mecze i gole w reprezentacji | Mecze i gole w reprezentacji | Mecze i gole w reprezentacji | Mecze i gole w reprezentacji |
| #                            | Data                         | Reprezentacja                | Miejsce                      | Przeciwnik                   | Rezultat                     | Gole                         | Rozgrywki                    |                              |
| ---------------------------- | ---------------------------- | ---------------------------- | ---------------------------- | ---------------------------- | ---------------------------- | ---------------------------- | ---------------------------- | ---------------------------- |
| 1.                           | 27 marca 2013                | U-20                         | Gliwice, Polska              | Włochy U-20                  | 1:3                          |                              | Turniej Czterech Narodów     |                              |
| 1.                           | 5 marca 2014                 | U-21                         | Białystok, Polska            | Litwa U-21                   | 4:0                          |                              | Mecz towarzyski              |                              |
| 1.                           | 18 stycznia 2014             | A                            | Abu Zabi, ZEA                | Norwegia                     | 3:0                          |                              | Mecz towarzyski              |                              |